# Dryadaula glycinocoma
Dryadaula glycinocoma is een vlinder uit de familie Dryadaulidae. De wetenschappelijke naam van deze soort is voor het eerst voorgesteld als Tinea glycinocoma door Edward Meyrick in een publicatie uit 1932.
De soort komt voor in Ethiopië.